# Leptolalax ventripunctatus
Leptolalax ventripunctatus là một loài ếch trong họ Megophryidae. Chúng được tìm thấy ở Trung Quốc và có thể cả Lào.
Môi trường sống tự nhiên của nó là các khu rừng đất thấp ẩm nhiệt đới hoặc cận nhiệt đới và sông. Tình trạng bảo tồn của nó hiện chưa đủ thông tin.